# Circondario di Catanzaro
Il circondario di Catanzaro era uno dei quattro circondari in cui era suddivisa la provincia di Catanzaro, esistito dal 1861 al 1927.

## Storia
Con l'Unità d'Italia (1861) la suddivisione in province e circondari stabilita dal Decreto Rattazzi fu estesa all'intera Penisola.
Il circondario di Catanzaro fu abolito, come tutti i circondari italiani, nel 1927, nell'ambito della riorganizzazione della struttura statale voluta dal regime fascista. Tutti i comuni che lo componevano rimasero in provincia di Catanzaro.

## Geografia antropica

### Suddivisioni amministrative
Nel 1863, la composizione del circondario era la seguente:
- mandamento I di Badolato
  - Badolato, Guardavalle, Isca, Santa Catterina dell'Ionio;
- mandamento II di Borgia
  - Borgia, Girifalco, San Floro;
- mandamento III di Catanzaro
  - Catanzaro;
- mandamento IV di Chiaravalle Centrale
  - Argusto, Cardinale, Cenadi, Chiaravalle Centrale, Gagliato, San Vito sull'Ionio, Torre;
- mandamento V di Cropani
  - Andali, Belcastro, Cerva, Cropani, Marcedusa, Sersale;
- mandamento VI di Davoli
  - Davoli, San Soste, Sant'Andrea Apostolo dell'Ionio, Satriano;
- mandamento VII di Gasperina
  - Centrache, Gasperina, Montauro, Montepavone, Olivadi, Petrizzi, Soverato;
- mandamento VIII di Soveria
  - Sellia, Simeri e Crichi, Soveria, Zagarise;
- mandamento IX di Squillace
  - Amaroni, Palermiti, Squillace, Stalettì, Vallefiorita;
- mandamento X di Taverna
  - Albi, Fossato[3], Magisano, Pentone, Sorbo San Basile, Taverna;
- mandamento XI di Tiriolo
  - Amato, Caraffa di Catanzaro, Marcellinara, Miglierina, Settingiano, Tiriolo.